# Xã McKinley, Quận Cass, Minnesota
Xã McKinley (tiếng Anh: McKinley Township) là một xã thuộc quận Cass, tiểu bang Minnesota, Hoa Kỳ. Năm 2010, dân số của xã này là 133 người.